# توتین سسکتون
توتین سسکتون یا سته سسکتون درختچه ای است با میوه‌های سته مانند شبیه به یاتوت به رنگ کبود که به آن توت چشم کفتری هم گفته می‌شود. این گیاه بومی مناطق شمالی قاره آمریکا، از آلاسکا تا بیشتر نواحی غرب کانادا و شمال آمریکا است. یاتوت ها از خانواده سته ها، چند گونه از درختچه‌های کوتوله یا بته‌های روندهٔ همیشه سبز هستند و در زیرسرده Oxycoccus از سرده واکسینیوم جای می‌گیرند. توتین سسکتون درختچه یا درخت کوچکی است که قد آن به هشت متر و در نمونه‌های نادر به 10 متر هم می‌رسد. برگ‌های درخت تخم مرغی شکل هستند و دو تا پنج سانتیمتر طول دارند. شبیه به دیگر گونه‌های Amelanchier، این درختچه هم گلهای سفید رنگی با پنج گلبرگ به هم ناپیوسته و جدا از هم دارد. میوه‌های بنفش یا کبود رنگ و یاتوت مانند آن اوایل تا اواخر تابستان، بسته به سردی ناحیه و ارتفاع از سطح دریا، میرسند و آماده برداشت می‌شوند.

## ریشه واژه
واژه سسکتون از واژه کری برای نام ناجاندار میسَسکوَتُمینا (misâskwatômina) گرفته شده‌است. شهر سسکتون در ایالت سسکچوان کشور کانادا نام خود را از این میوه گرفته‌است.

## نگارخانه

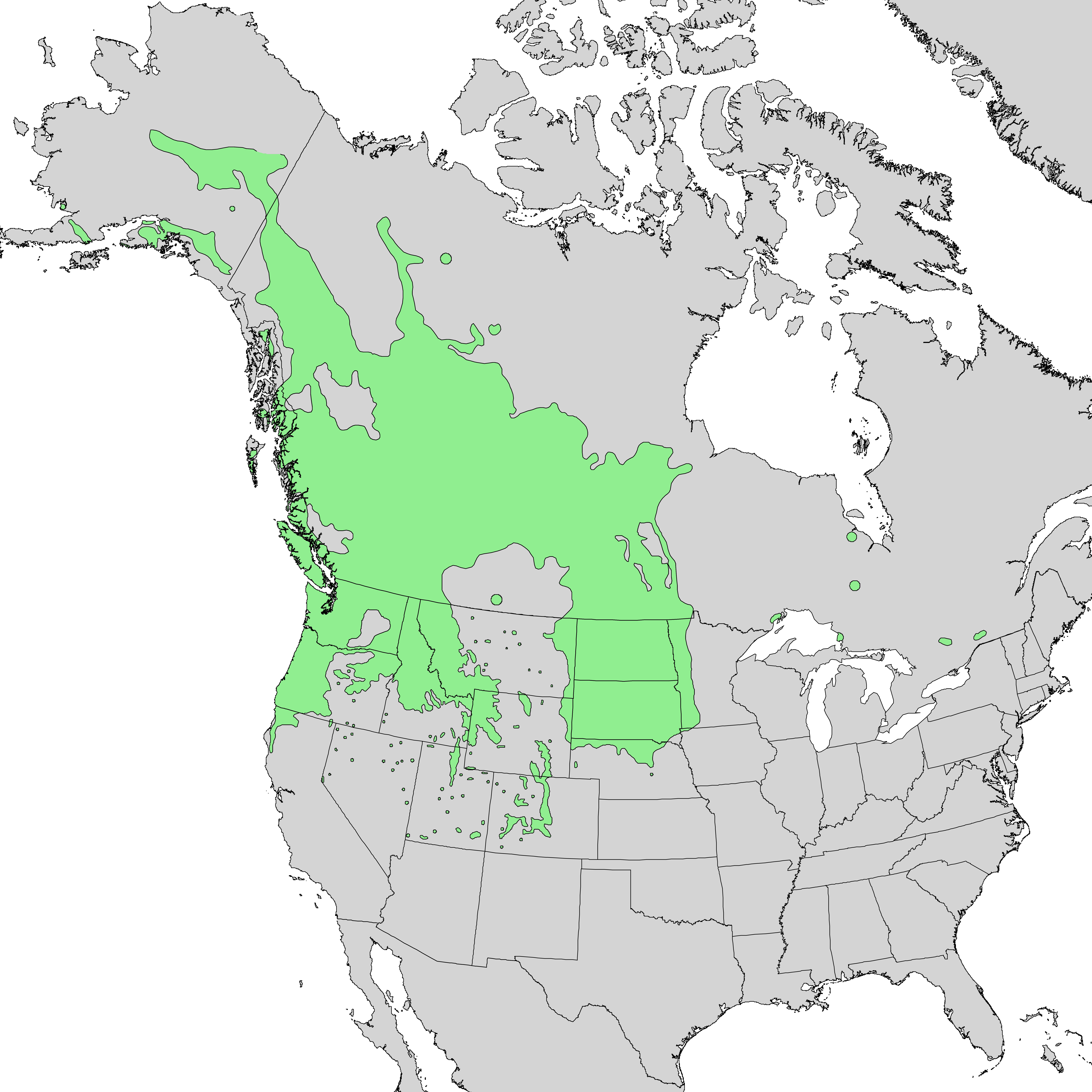
محل رویش توتین سسکتون
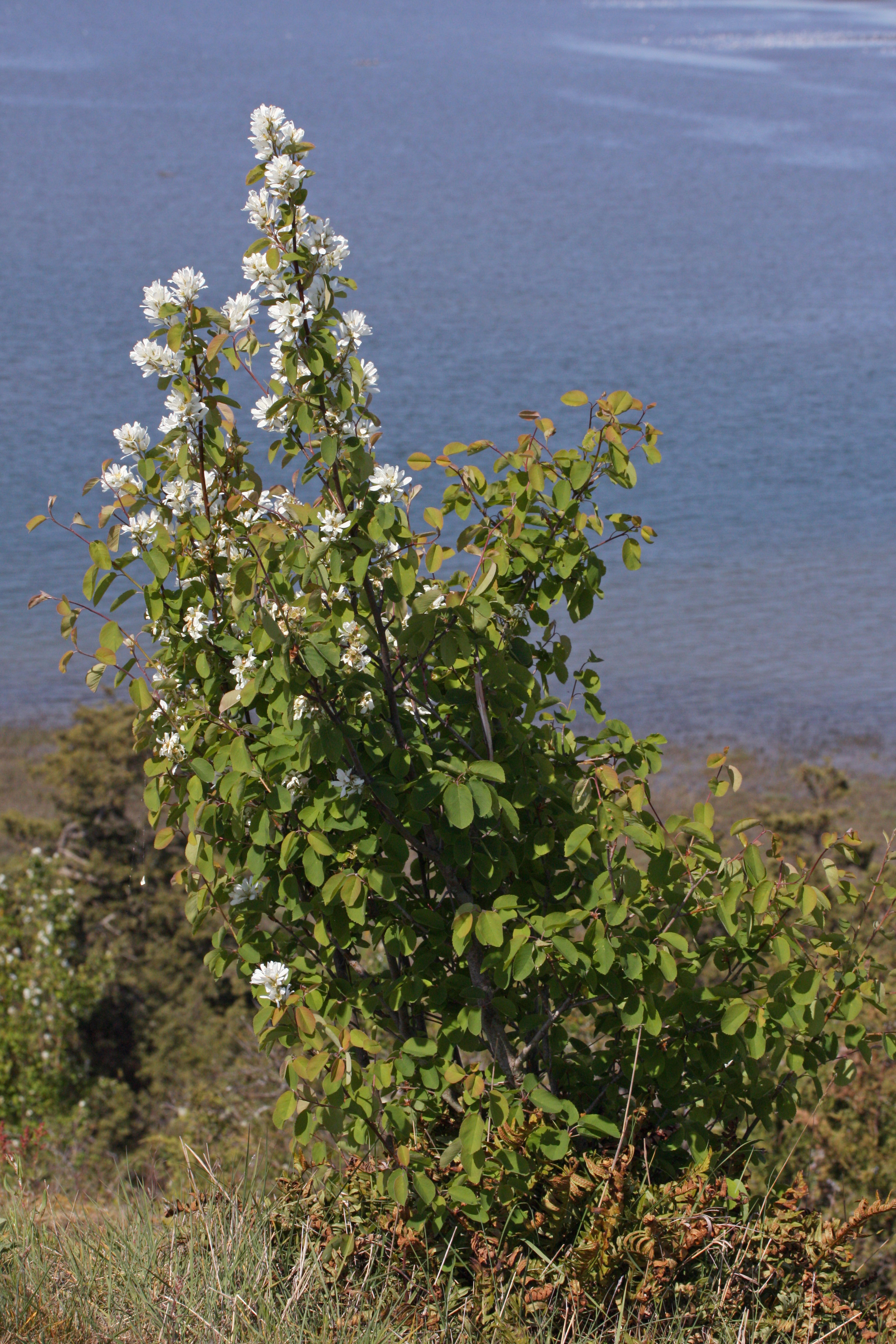
درختچه توتین سسکتون
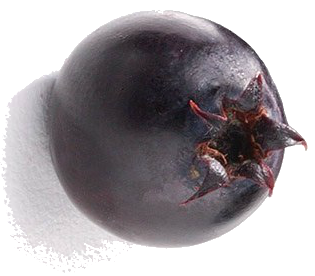
میوه یا سته سسکتون
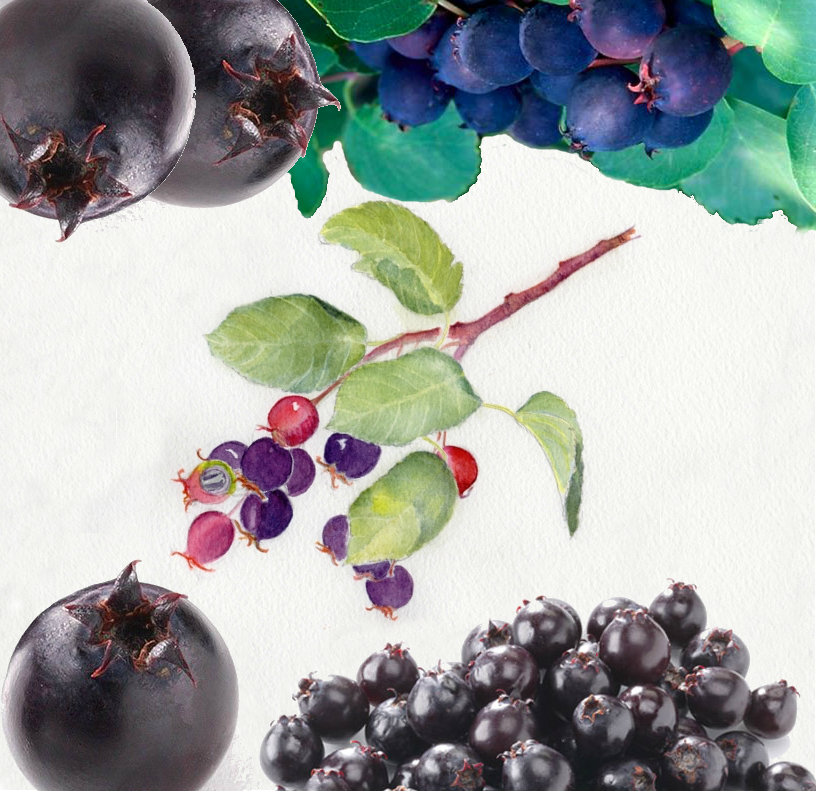
میوه یا سته سسکتون